# Kata Kumbas
(Dostoevskij, citato nel capitolo sull'avanzamento dell'esperienza)
Kata Kumbas è un gioco di ruolo fantasy-umoristico italiano ideato da Agostino Carocci e Massimo Senzacqua negli anni 1980. È ambientato sul mondo di Rarte, nella terra di Laitia, "oltre la porta di livello che ivi porta dal nostro mondo", in una specie di Medioevo fantastico. "Rarte" e "Laitia" sono anagrammi di "Terra" e "Italia".
Kata Kumbas è stato il secondo gioco di ruolo italiano (il primo a essere pubblicato è stato I Signori del Caos nel novembre 1983).

## Ambientazione
Kata Kumbas è ambientato in un "medioevo fantastico italiano", ispirato alla tradizione favolistica greco romana, dove ogni nome o descrizione era una versione anagrammata, deformata o caricaturale dell'originale. Il tutto genera un'ambientazione tra il comico ed il grottesco, ispirata all'Orlando furioso, a L'armata Brancaleone, alle Fiabe italiane di Italo Calvino e al filone dei film peplum.
Nella finzione del gioco si supponeva che i personaggi fossero i giocatori stessi, la cui mente veniva rapita nel sonno per vivere vite fantastiche in Rarte; all'atto di questo passaggio, le persone di questo mondo incontravano un vecchio (il "custode", incarnazione a sua volta del Ludi Magister, il nome usato per il master di Kata Kumbas), che li "introduceva" alla realtà di Rarte, spiegandogli usanze, lingue, mestieri, per permettere loro di scegliere una propria identità. Fatta la scelta, veniva fornita ai giocatori una nuova identità, con un passato, un'eredità, una storia, ed essi perdevano la loro "memoria reale" per divenire abitanti di Rarte in tutto e per tutto.
In pratica, ciò introduceva il concetto di "giocare di ruolo" e interpretare un personaggio, ma all'interno del gioco, piuttosto che all'esterno dello stesso. Quest'elemento assumeva una particolare connotazione nel momento in cui era data al giocatore la possibilità di ribellarsi al custode e di ucciderlo; iniziava così un gioco totalmente diverso, dove i giocatori assumevano il ruolo di "Erranti", ovvero personaggi dei giorni nostri in un mondo completamente nuovo. Anche per questo Kata Kumba si autodefiniva "gioco di proiezione" e non "gioco di ruolo".

## Sistema di gioco
Le classi (qui chiamate Caste) giocanti sono 13, divise in 4 Stirpi da tre classi ciascuna, più gli "Erranti":
- Iperborei (i combattenti), composti da Guardiani dell'Equilibrio, Paladini di Tutti i Confini e Cacciatori.
- Rom (i vagabondi), composti da Ladri, Giocolieri e Fattucchieri,
- Vecchio Popolo (gli incantatori), composti da Maghi, Alchimisti e Evocatori (della Luce o delle Tenebre)
- Nuovo Popolo (i chierici), composti da Cavalieri della Fede, Predicatori e Mistici.

Ogni personaggio è definito da 3 caratteristiche base (forza, abilità e conoscenza) il cui valore viene stabilito tirando dei dadi che dipendono dalla classe del personaggio. I "livelli di esperienza" sono cinque. Al quarto livello si acquisisce un oggetto/abilità specifico della propria classe, e al quinto un'aura energetica di colori diversi, entrambi identificativi della propria classe.
Il custode assegna a ogni personaggio l'equipaggiamento iniziale (dipendente dalla classe del personaggio), più alcuni oggetti ottenuti nel corso della vita precedente. Ciascun giocatore tira su una tabella apposita per la sua classe, e può ottenere sia oggetti utili che inutili o comici. Per esempio in una delle tabelle dei guerrieri, compaiono tra gli altri: stuoie e coperte, un pappagallo dispettoso (l'animale), un pappagallo in ceramica (quello per le urine), un cane pastore, un cane stupido, una schiava bionda, dei pesi da allenamento, dei sospensori per i genitali ed altro; oppure, per i sacerdoti, appaiono immaginette votive, icone dorate, ma anche fiaschi di vino, salami e caciotte, cinture di castità ecc. Uno dei limiti di questo sistema è che il funzionamento o l'utilità degli oggetti non è descritta, e dunque, in particolare per le classi magiche, lascia al custode decidere l'esatto funzionamento di "Una Spada Magica" o di "Un Draghetto Nano Familiare".

## Storia editoriale
La prima edizione in scatola, pubblicata dalla Orion Edizioni e distribuita dalla Bero Toys nel 1984, conteneva due manuali, Regole Base e Bestiario, un'avventura introduttiva La maschera d'oro e il cimitero dei pellegrini, una clessidra, la mappa di Laitia a colori, schede per Magister e giocatori e un paio di dadi (a 10 e a 6 facce). A causa del fallimento della Bero Toys non venne pubblicata alcuna espansione.
Nel 1988 venne pubblicata a cura delle edizioni E.Elle la seconda edizione, un volume cartonato di 207 pagine, contenente regole avanzate non presenti nella prima edizione. Nel 1990 venne pubblicata l'avventura L'isola della peste.
Nel 2015 è stata pubblicata una versione di Kata Kumbas per il gioco di ruolo generico Savage Worlds scritta da Umberto Pignatelli.